# Örasjön (Ljusdals socken, Hälsingland, 688266-148525)
Örasjön är en sjö i Ljusdals kommun i Hälsingland och ingår i Ljusnans huvudavrinningsområde. Sjön är 14,1 meter djup, har en yta på 0,713 kvadratkilometer och befinner sig 384 meter över havet. Sjön avvattnas av vattendraget Prästskogsån.

## Delavrinningsområde
Örasjön ingår i det delavrinningsområde (688313-148573) som SMHI kallar för Utloppet av Örasjön. Medelhöjden är 426 meter över havet och ytan är 6,59 kvadratkilometer. Det finns ett avrinningsområde uppströms, och räknas det in blir den ackumulerade arean 17,97 kvadratkilometer. Prästskogsån som avvattnar avrinningsområdet har biflödesordning 3, vilket innebär att vattnet flödar genom totalt 3 vattendrag innan det når havet efter 176 kilometer. Avrinningsområdet består mestadels av skog (79 procent). Avrinningsområdet har 0,71 kvadratkilometer vattenytor vilket ger det en sjöprocent på 10,8 procent.